# Тил Брьонер
Тил Брьонер (на немски: Till Brönner) е джаз музикант, тромпетист, певец, композитор, аранжор и продуцент.
Стилът му черпи своето вдъхновение от бибоп и фюжън джаза, както и съвременната поп музика, филмовите саундтракове (главно от стари немски филми), кънтри музиката и дори немските поп песни. В музиката му се усеща влиянието на Фреди Хъбърд, Дизи Гилеспи и Чет Бейкър. Сред най-големите му учители са Боби Шю и Малт Бърба.

## Биография
Тил израства в Рим и получава класическо образование по тромпет в йезуитския интернат Алойзиусколег в Бон. В дните от гимназията завършва едногодишна програма за обмен със САЩ, което се дължи на организацията на културен обмен Асист. Следват часовете по тромпет в музикалната академия в Кьолн при Джигс Уигъм и Джон Ърдли.
През 1989 – 1991 г. е член на Ритъм комбинации и медни духови инструменти Петер Херболцхаймер. На 20 години става солист на тромпет в реномирания Биг Бенд – Берлин към Радиото на американския сектор, при Хорст Янковски и Джигс Уигъм (1991 – 1998).
През 1993 г. излиза дебютния му солов албум Generations of Jazz (с Рей Браун, Джеф Хемилтън, Франк Чейстънир и Григуар Петерс), с който печели няколко награди: „Preis der Deutschen Schallplattenkritik“ и „Preis der Deutschen Plattenindustrie“.
Брьонер работи с много музиканти от порядъка на Дейв Брубек, Джеймс Муди, Монти Александър, Аки Такасе, Йоаким Кюн, Чака Хан, Натали Коул, Тони Бенет, Рей Браун, Джони Грифин, Ърни Уатс, Клаяс Долдингер, Нилс Ландгрен, Ал Фостър, и други.

## Дискография
- 1993: Generations of Jazz
- 1995: My Secret Love
- 1996: German Songs
- 1997: Midnight (съвместно с Michael Brecker и Dennis Chambers)
- 1998: Love
- 2000: Chattin with Chet (A Tribute to Chet Baker)
- 2001: Jazz Seen (O.S.T.)
- 2002: Blue Eyed Soul
- 2004: That Summer
- 2004: Höllentour (O.S.T.)
- 2006: Oceana
- 2007: The Christmas album
- 2008: Rio
- 2009: German Songs (New Reedition)
- 2010: Album Officiel de la coupe du monde de Foot en Afrique Du Sud
- 2010: At The End Of Day
- 2016: The good Life
- 2018: Nightfall

### DVD
- 2005 A Night In Berlin